# Dobroslav Jevđević
Dobroslav Jevđević (em sérvio:  Доброслав Јевђевић; 28 de dezembro de 1895–2 de outubro de 1962) foi um político sérvio-bósnio e autonomeado comandante Chetnik (vojvoda, војвода) na região da Herzegovina do Reino da Iugoslávia ocupada pelo Eixo durante a Segunda Guerra Mundial. Ele foi membro da Associação Chetnik entreguerras e da Organização dos Nacionalistas Iugoslavos, membro do Partido Nacional Iugoslavo na Assembleia Nacional e líder da oposição ao rei Alexandre I entre 1929 e 1934. No ano seguinte, tornou-se chefe de propaganda do governo iugoslavo.
Após a invasão da Iugoslávia pelo Eixo em abril de 1941, ele se tornou um líder chetnik na Herzegovina e se juntou ao movimento chetnik de Draža Mihailović. Jevđević colaborou com os italianos e mais tarde com os alemães nas ações contra os partisans iugoslavos. Embora Jevđević reconhecesse a autoridade de Mihailović, que estava ciente e aprovava a sua colaboração com as forças do Eixo, uma série de factores efectivamente o tornaram independente do comando de Mihailović, excepto quando trabalhou em estreita colaboração com Ilija Trifunović-Birčanin, comandante designado de Mihailović na Dalmácia, Herzegovina, oeste da Bósnia e sudoeste da Croácia.
Durante a operação conjunta ítalo-Chetnik Alfa, os Chetniks de Jevđević, juntamente com outras forças Chetnik, foram responsáveis pela morte entre 543 e 2.500 civis muçulmanos e croatas da Bósnia na região de Prozor em outubro de 1942. Eles também participaram de uma das maiores operações antipartidárias do Eixo na guerra, Caso Branco, no inverno de 1943. Os seus Chetniks fundiram-se mais tarde com outras forças colaboracionistas que se tinham retirado para oeste, e foram colocados sob o comando do SS-Obergruppenführer Odilo Globocnik da Zona Operacional do Litoral Adriático. Jevđević fugiu para Itália na primavera de 1945, onde foi preso pelas autoridades militares aliadas e detido num campo em Grottaglie. Ele acabou sendo libertado, tendo recebido considerável apoio dos Aliados. Os pedidos de extradição da Jugoslávia foram ignorados. Jevđević mudou-se para Roma e viveu com um nome falso. Nos anos que se seguiram à guerra, ele coletou relatórios para vários serviços de inteligência ocidentais e imprimiu publicações anticomunistas. Ele residiu em Roma até sua morte em outubro de 1962.

## Biografia
Dobroslav Jevđević nasceu em 28 de dezembro de 1895 no vilarejo de Miloševac  em Prača, perto da cidade de Rogatica,  no Vilaiete da Bósnia ocupada pelos austro-húngaros do Império Otomano, filho de Dimitrije e Angela Jevđević (Kosorić).  O pai de Jevđević era um padre ortodoxo sérvio,  e a família era de origem sérvia montenegrina.  Jevđević foi criado na fé cristã e frequentou a escola secundária em Sarajevo.  Lá, ele se juntou à organização revolucionária conhecida como Jovem Bósnia e tornou-se amigo de Gavrilo Princip, o assassino que matou o arquiduque Francisco Ferdinando da Áustria em 28 de junho de 1914.  No dia do assassinato, o pai de Jevđević foi preso pela polícia austro-húngara por suas ligações com a organização revolucionária sérvia Narodna Odbrana (Defesa Nacional).  Ele foi acusado de alta traição, condenado à morte por enforcamento em abril de 1916 e executado em Banja Luka. 
Jevđević foi um escritor e poeta de sucesso na juventude. Estudou direito nas universidades de Zagreb, Belgrado e Viena e falava sérvio, italiano, alemão e francês.  A carreira política de Jevđević começou em 1918.  Durante o período entreguerras, foi um dos políticos sérvios mais influentes na Bósnia.  Foi membro da Associação Chetnik, um movimento político agressivamente sérvio-chauvinista com mais de 500.000 membros liderado por Kosta Pećanac.   Ele também foi um dos líderes do Partido Democrático Independente da Iugoslávia e chefiou a ala militar do movimento, a Organização dos Nacionalistas Iugoslavos, que aterrorizou os sérvios na Bósnia, Herzegovina e Croácia que se recusaram a aderir ao partido.  Jevđević tornou-se mais tarde candidato parlamentar do Partido Nacional Iugoslavo, de oposição, no Reino da Iugoslávia.  Ele foi eleito para o Parlamento Iugoslavo um total de quatro vezes,  representando o distrito de Rogatica e então Novi Sad,  e foi um líder da oposição durante a ditadura do rei Alexandre I de 1929–34.  A sua tendência para cooperar com várias facções políticas jugoslavas valeu-lhe a reputação de "estar disposto a vender-se a qualquer grupo político em troca de favores pessoais ou promoção". Em 1935, foi nomeado chefe de propaganda do governo iugoslavo pelo primeiro-ministro Bogoljub Jevtić.  Jevđević aprovou a criação da Banovina da Croácia em 1939 e defendeu uma grande contraparte sérvia que incluiria a maior parte da Bósnia e Herzegovina. Esta defesa aproximou-o das várias associações Chetnik que existiram durante o período entre guerras.  Em 1941, seu primo, o coronel Dušan Radović, deixou a Iugoslávia e ingressou na Força Aérea Real. 

## Segunda Guerra Mundial
Jevđević fugiu para Budva, na costa montenegrina, após a invasão da Iugoslávia pelo Eixo em abril de 1941.  Naquele mês, os alemães e italianos criaram um estado-fantoche conhecido como Estado Independente da Croácia (em croata:  Nezavisna Država Hrvatska; NDH), que implementou políticas genocidas contra sérvios, judeus e ciganos.  A população sérvia começou a resistir e Jevđević tornou-se um líder proeminente da revolta Chetnik contra as autoridades do NDH na Bósnia e Herzegovina em 1941. 
Ele era conhecido por suas simpatias pró-italianas antes da guerra, e o líder do Chetnik, Draža Mihailović, descreveu-o, brincando, como "um italiano que gosta dos sérvios".  Jevđević e o líder Chetnik do pré-guerra, Ilija Trifunović-Birčanin, procuraram trabalhar com os italianos na crença de que uma ocupação italiana da Bósnia e Herzegovina limitaria a capacidade do NDH de executar as suas políticas anti-sérvias.  Jevđević supostamente esperava que os italianos permitissem a formação de um estado sérvio da Bósnia e Herzegovina sob a sua protecção, mas estavam mais interessados em obter a assistência prática dos seus chetniks na luta contra os guerrilheiros do que em ajudá-lo a alcançar os seus objectivos políticos.  No verão de 1941, Jevđević estabeleceu ligações com os italianos, promovendo Trifunović-Birčanin e a si mesmo como intermediários civis para os chetniks bósnios orientais de Jezdimir Dangić. 
Em 20 de outubro de 1941, Jevđević e Trifunović-Birčanin reuniram-se e concordaram em colaborar com o chefe da divisão de informação do VI Corpo de exército italiano.  No final de janeiro de 1942, Jevđević ofereceu-se para ajudar os italianos caso ocupassem a Bósnia e para organizar destacamentos Chetnik para trabalhar ao lado das unidades italianas na sua luta contra os guerrilheiros liderados pelos comunistas .  Estes contactos envolveram o general Renzo Dalmazzo, comandante do VI Corpo de exército italiano, e os líderes Chetnik Stevo Rađenović, Trifunović-Birčanin, Dangić e Jevđević.  Em fevereiro, Jevđević consultou um dos apoiadores de Dangić, Boško Todorović, que o instruiu a negociar com o novo comandante do Segundo Exército italiano, Mario Roatta, para organizar a retirada do NDH e das tropas alemãs do leste da Bósnia, para serem substituídas por um administração exclusivamente italiana. Tanto Jevđević quanto Todorović impressionaram Dalmazzo com a influência que foram capazes de exercer sobre os Chetniks do leste da Bósnia, mas Todorović foi morto pelos guerrilheiros na Herzegovina no final de fevereiro. A influência que Jevđević teve foi demonstrada quando grupos armados nacionalistas sérvios nos distritos de Goražde e Foča adotaram uma atitude antipartidária e pró-italiana quando foram informados dos laços de Jevđević e Trifunović-Birčanin com o quartel-general do VI Corpo de exército. Em março, os planos para a expansão italiana no leste da Bósnia foram discutidos entre Jevđević e o secretário de Estado do NDH, Vjekoslav Vrančić.  
Dalmazzo instou Roatta a expandir os laços italianos com grupos nacionalistas sérvios numa aliança com eles. Nesta altura, os italianos procuravam aliados para restaurar a ordem, combater os guerrilheiros e apoiar as suas reivindicações políticas ao território do NDH, e tinham a impressão de que os vários grupos nacionalistas sérvios estavam muito mais bem organizados do que realmente eram. Por exemplo, Roatta tinha a impressão de que Jevđević representava os Chetniks da Herzegovina e que eles estavam alinhados com Dangić. No início de março, Jevđević e Trifunović-Birčanin disseram repentinamente aos italianos que estavam efetivamente no controle do movimento Chetnik e estavam prontos para colaborar com os italianos nos termos deste último. Jevđević enviou uma mensagem a Dalmazzo explicando que os Chetniks da Herzegovina queriam vingar Todorović e estavam concentrados em torno de Nevesinje, prontos para demonstrar a sua lealdade aos italianos. Apesar das suas declarações, Jevđević e Trifunović-Birčanin enfrentaram dificuldades significativas; os grupos nacionalistas sérvios ainda não tinham demonstrado o seu valor militar aos italianos e nem todos os grupos armados sequer reconheceram a sua liderança. 
Na primavera e no verão de 1942, Jevđević e Trifunović-Birčanin visitavam regularmente aldeias nos distritos de Goražde, Kalinovik e Foča, encorajando os civis locais e os destacamentos de Chetnik a se comportarem lealmente para com os italianos.  Os italianos não conseguiram obter o apoio alemão para o seu plano de usar grupos Chetnik como auxiliares durante o Trio de Operação antipartidária conjunta ítalo-alemã em abril-maio.  Em maio, Jevđević reuniu-se com oficiais da inteligência alemã em Dubrovnik e foi questionado se cooperaria na pacificação da Bósnia.  Mihailović estava ciente e tolerou os acordos colaboracionistas celebrados por Jevđević e Trifunović-Birčanin.  Jevđević e Trifunović-Birčanin encontravam-se frequentemente com o comandante do Chetnik, Momčilo Đujić, em Split, e os três homens discutiam sobre como dividir a ajuda financeira que recebiam dos italianos. 

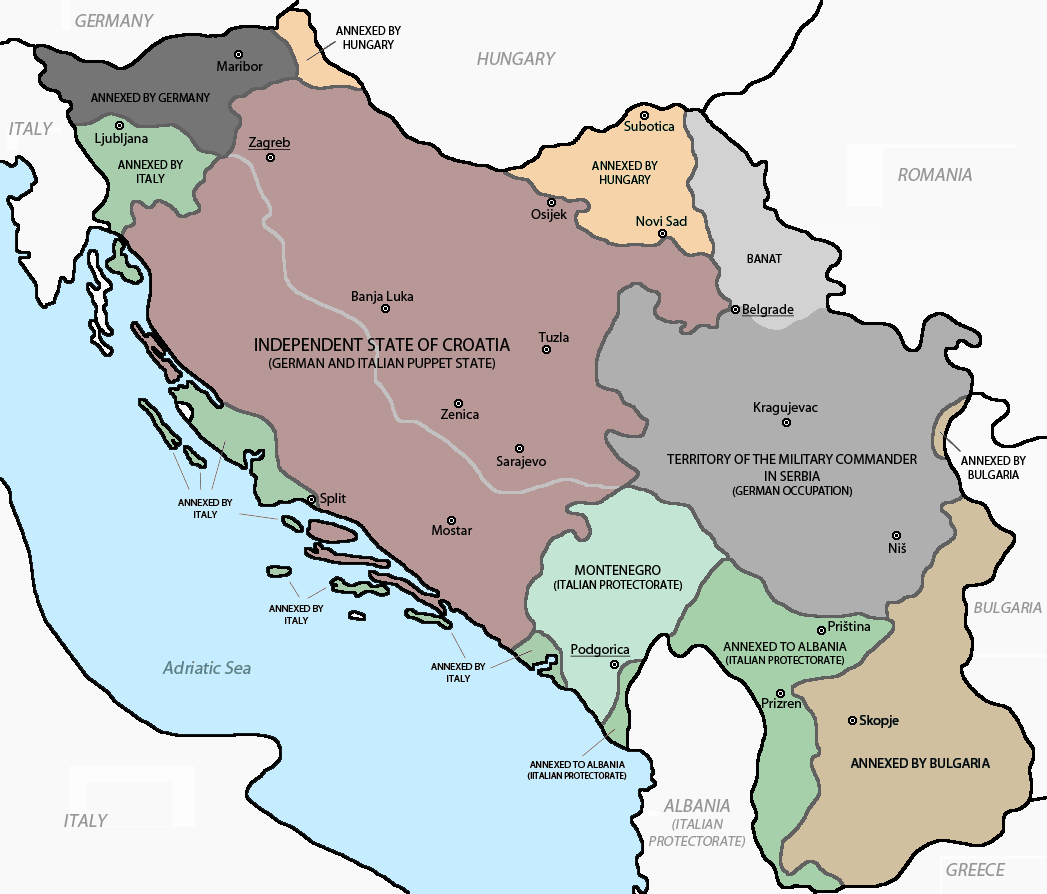
Mapa mostrando a ocupação da Iugoslávia pelo Eixo de 1941 a 1943, incluindo a linha de demarcação entre as zonas alemã e italiana

Num relatório interno do Chetnik de junho de 1942, Jevđević afirmou que as brigadas proletárias partidárias continham muitos "judeus, ciganos e muçulmanos". Em julho de 1942, ele emitiu uma proclamação aos "Sérvios do leste da Bósnia e Herzegovina" afirmando que: 
Tito, o chefe militar supremo dos Partidários, é um croata de Zagreb. Pijade, o chefe político supremo dos Partidários, é judeu. Quatro quintos de todos os guerrilheiros armados foram fornecidos a eles pelo exército croata de Pavelić. Dois terços dos seus oficiais são ex-oficiais croatas. O financiamento do seu movimento é realizado pelos poderosos capitalistas croatas de Zagreb, Split, Sarajevo e Dubrovnik. Cinquenta por cento dos Ustaše responsáveis pelos massacres dos Sérvios estão agora nas suas fileiras.
Jevđević acusou os guerrilheiros de terem "destruído igrejas sérvias e estabelecido mesquitas, sinagogas e templos católicos".  Em meados de 1942, os Chetniks tomaram conhecimento de que os italianos planeavam retirar-se em grande parte de partes significativas do NDH que vinham ocupando em vigor até então. Jevđević e Trifunović-Birčanin disseram aos italianos que, em resposta a isso, Mihailović estava considerando evacuar civis sérvios da Herzegovina para Montenegro e mover os chetniks montenegrinos para o norte para encontrar os Ustaše, que deveriam desencadear uma nova onda de violência contra civis sérvios.  De 22 a 23 de julho de 1942, Mihailović presidiu uma conferência com Jevđević e Trifunović-Birčanin em Avtovac, Herzegovina. No segundo dia da conferência, Jevđević e Trifunović-Birčanin viajaram para a vizinha Trebinje, onde conversaram com os líderes do Chetnik da Herzegovina, Radmilo Grđić e Milan Šantić. O consulado alemão em Sarajevo informou que esta reunião estabeleceu os objetivos finais e a estratégia imediata dos Chetniks da Herzegovina como: 
(1) a criação da Grande Sérvia; (2) a destruição dos Partidários; (3) a remoção dos católicos e muçulmanos; (4) não reconhecimento da Croácia; (5) nenhuma colaboração com os alemães; e (6) colaboração temporária com os italianos para armas, munições e alimentos.
Sob os auspícios dos italianos, os Chetniks limparam completamente o leste da Herzegovina de seus croatas e muçulmanos em julho e agosto de 1942.  Em resposta a um massacre de não-sérvios em Foča em agosto, Jevđević emitiu uma proclamação aos muçulmanos no leste da Herzegovina exigindo que se juntassem aos Chetniks na sua luta contra os Ustaše. Ele afirmou: "Eu pessoalmente acredito que num futuro estado os muçulmanos não terão outra escolha senão aceitar definitiva e definitivamente a nacionalidade sérvia e renunciar às suas manobras especulativas entre as nações sérvia e croata, sobretudo porque todas as terras em que os muçulmanos vivem serão tornar-se indiscutível e inviolavelmente parte da entidade estatal sérvia."  Naquele mês, Roatta contatou Jevđević e "legalizou" 3.000 de seus Chetniks, autorizando-os formalmente a operar no leste da Herzegovina. 
No outono de 1942, Jevđević adotou uma abordagem radicalmente diferente de outros líderes Chetnik e falou a favor da colaboração com os muçulmanos para formar unidades Chetnik muçulmanas na luta contra os Ustaše e os Partidários.  Ele favoreceu tal tolerância em áreas onde os muçulmanos eram protegidos pelos alemães,  e considerou-a uma necessidade táctica, ao mesmo tempo que sublinhou que “não pode haver verdadeira unidade com eles”.  No final de setembro ou início de outubro de 1942, Jevđević e o comandante Chetnik Petar Baćović mantiveram conversações com o líder muçulmano Ismet Popovac e concordaram em formar uma organização muçulmana Chetnik.  Jevđević instou então os militares italianos a ocupar toda a Bósnia e Herzegovina, a fim de acabar com o domínio Ustaše e reivindicou o apoio de 80 por cento da população, composta por sérvios e muçulmanos. Ao mesmo tempo, solicitou que os alemães concedessem autonomia à Bósnia e Herzegovina até ao fim da guerra, citando que os muçulmanos eram "amigos comprovados dos alemães tanto na era anterior como na presente". Embora Jevđević tenha tentado recrutar muçulmanos enquanto fazia uso do desejo bósnio de autonomia para apoiar a sua aliança com as potências ocupantes do Eixo, nada se desenvolveu a partir destes pedidos. 

### Operação Alfa
No final de agosto de 1942, Mihailović emitiu diretivas para as unidades Chetnik, incluindo aquelas que operavam no NDH, como as forças de Jevđević, ordenando-lhes que se preparassem para uma operação antipartidária em grande escala ao lado das tropas italianas e do NDH.  Em setembro de 1942, cientes de que não seriam capazes de derrotar os guerrilheiros sozinhos, os chetniks tentaram persuadir os italianos a empreender uma grande operação contra os guerrilheiros no oeste da Bósnia. Trifunović-Birčanin reuniu-se com Roatta nos dias 10 e 21 de setembro e instou-o a realizar esta operação o mais rápido possível para expulsar os guerrilheiros da área de Prozor–Livno e ofereceu 7.500 Chetniks como ajuda, desde que recebessem as armas e suprimentos necessários. Ele conseguiu obter algumas armas e promessas de ação.  A operação proposta, confrontada com a oposição de Pavelić e de um cauteloso alto comando italiano, foi quase cancelada, mas depois de Jevđević e Trifunović-Birčanin prometerem cooperar com unidades antipartidárias croatas e muçulmanas, foi adiante, com menos envolvimento de Chetnik.  Também em setembro, Jevđević ofereceu aos alemães uma força bósnia Chetnik de 12.000 homens para proteger a linha ferroviária entre Sarajevo e Višegrad, mas as suas propostas foram rejeitadas pelo general plenipotenciário alemão ao NDH, Generalmajor Edmund Glaise-Horstenau. 
No início de outubro de 1942, Jevđević e Baćović, com 3.000 chetniks da Herzegovina e do sudeste da Bósnia, participaram da Operação Alfa liderada pelos italianos.  Isso envolveu um impulso duplo em direção à cidade de Prozor. As tropas alemãs e do NDH dirigiram-se do norte, e as forças italianas e chetniks avançaram a partir do rio Neretva.  Prozor e algumas cidades menores foram capturadas pela força combinada ítalo-Chetnik. Bandos individuais de Chetnik, agindo por conta própria, queimaram várias aldeias muçulmanas e católicas e mataram entre 543 e 2.500 não-sérvios na área de Prozor.     O seu comportamento irritou o governo do NDH e os italianos tiveram de ordenar a retirada dos Chetniks. Alguns foram totalmente dispensados, enquanto outros foram enviados ao norte da Dalmácia para ajudar as forças de Đujić.  Um mês após o massacre, Jevđević e Baćović escreveram um relatório autocrítico sobre Prozor para Mihailović, na esperança de se distanciarem das ações das tropas. 

### Caso Branco

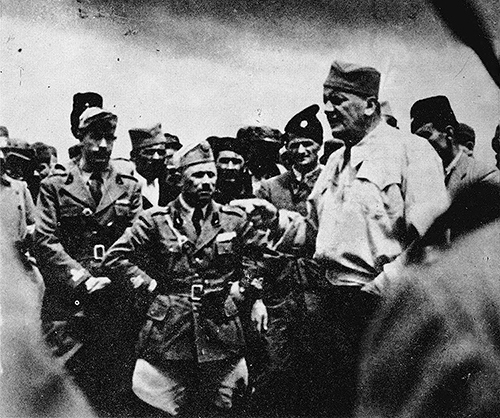
Jevđević conversando com oficiais italianos em fevereiro de 1943

Numa reunião com Roatta em novembro de 1942, Jevđević obteve o acordo italiano para "legalizar" outros 3.000 Chetniks e o reconhecimento de quase todo o leste da Herzegovina como uma "zona Chetnik". Em troca, os chetniks tiveram de prometer não atacar civis muçulmanos e croatas e concordaram em ter um oficial de ligação italiano incorporado em todas as suas formações de regimento ou mais. Em 15 de novembro de 1942, Jevđević concordou em apoiar a decisão italiana de começar a armar grupos muçulmanos antipartidários. Este apoio quase lhe custou a vida quando vários chetniks, que se opunham fortemente ao armamento de grupos antipartidários croatas e muçulmanos pelos italianos, visitaram Mostar com a intenção de assassiná-lo. 
No final de 1942, a colaboração Chetnik-italiana era rotineira.  As forças Chetnik foram incluídas no planejamento italiano para Caso Branco, uma grande ofensiva antipartidária do Eixo que seria lançada em 20 de janeiro de 1943. Em 3 de janeiro, Jevđević participou de uma conferência de planejamento do Eixo para Case White em Roma, junto com comandantes seniores alemães, italianos e NDH.  Os planos incluíam os 12.000 Chetniks sob o comando de Jevđević,  e em 23 de fevereiro de 1943 ele concluiu um acordo com os alemães de que eles não cruzariam o rio Neretva e que o contato entre as tropas alemãs e Chetnik seria evitado.  No início da operação, Jevđević concluiu um acordo de cooperação com o comandante das tropas do NDH em Mostar.  Mais tarde na operação, Jevđević solicitou, através dos italianos, a assistência da 7ª Divisão de Montanha Voluntária SS Prinz Eugen na defesa de Nevesinje, que enfrentou forte pressão das forças partidárias que romperam as linhas de Chetnik na Batalha do Rio Neretva. Embora os próprios italianos também tenham feito este pedido, os alemães recusaram, afirmando que a divisão estava reservada para outras tarefas. 
Após a morte de Trifunović-Birčanin em fevereiro de 1943, Jevđević, junto com Đujić, Baćović e Radovan Ivanišević, prometeu aos italianos continuar as políticas de Trifunović-Birčanin de colaborar estreitamente com eles contra os guerrilheiros. Os italianos conseguiram exercer pressão sobre Jevđević, já que o seu irmão e a sua noiva estavam internados em Itália.  Mihailović aparentemente sentiu que Jevđević havia excedido sua autoridade ao participar da conferência de planejamento Case White em Roma e, de fato, quando o governo iugoslavo no exílio concedeu a Jevđević a Ordem da Estrela de Karađorđe no início de 1943 por seus serviços à população sérvia durante o Ustaše massacres de 1941, Mihailović suprimiu o anúncio do prêmio por causa da natureza do acordo de Jevđević com os italianos, embora a razão também possa ter sido porque ele estava ciente dos assassinatos por vingança de católicos e muçulmanos da Herzegovina em Chetnik em resposta às atrocidades cometidas pelos Ustaše na Croácia.  As tensões entre Mihailović e Jevđević tornaram-se tão evidentes que Mihailović teria ameaçado "amarrá-lo na árvore mais próxima".  Em março, Jevđević exigiu publicamente o fim do assassinato de croatas por Chetnik na Herzegovina.  Em maio, Benito Mussolini finalmente cedeu à pressão alemã e ordenou que as tropas italianas cooperassem no desarmamento dos grupos Chetnik. Jevđević foi imediatamente colocado em prisão domiciliária. 
A sua prisão domiciliária não durou muito, pois no mês seguinte Mihailović enviou Jevđević à Eslovénia para fazer um relatório sobre o estado das forças de Chetnik ali.  Jevđević começou a desenvolver contatos com os alemães antes da capitulação italiana em setembro de 1943.  Em 3 de setembro, viajou para Roma via Rijeka e fez contato com os serviços de inteligência alemães.  Isto marcou o início de sua colaboração com os alemães.  Após a ocupação alemã do território NDH, anteriormente detido pelos italianos, Jevđević mudou-se para Trieste e hospedou-se no Hotel Continental.  Lá, ele ajudou a organizar os chetniks deslocados e providenciou para que eles fossem devolvidos à cidade de Opatija.  Ele permaneceu em Trieste até janeiro de 1944,  quando se mudou para Opatija com Chetniks de Trieste que haviam sido colocados sob seu comando. Ele então mudou seus Chetniks para Ilirska Bistrica,  e colaborou com os alemães até o fim da guerra.  Em 3 de novembro de 1944, Jevđević, como representante do Chetnik, reuniu-se com representantes alemães, onde foi acordado que os Chetniks seguiriam e ajudariam as tropas alemãs no seu avanço para Sarajevo. No diário de guerra do Grupo de Exércitos E sobre a reunião, foi observado que no caso de "queda da Iugoslávia para o bolchevismo" os chetniks recuarão ao lado das tropas alemãs, no entanto, caso os 'ingleses' em acordo com os soviéticos garantam a independência da Iugoslávia, eles permanecerão em torno de Sarajevo para lutar contra os partidários de Tito. 

### Retirada
Em dezembro de 1944, os 3.000 combatentes restantes de Jevđević  juntaram-se aos Chetniks de Đujić, ao Corpo de Voluntários Sérvio de Dimitrije Ljotić e aos remanescentes do Corpo de Choque Sérvio de Milan Nedić, que estavam sob o comando do SS-Obergruppenführer und General der Waffen-SS. (General SS) Odilo Globocnik, o SS Superior e Líder da Polícia do Litoral Adriático.  Apesar disso, tentaram contactar os Aliados ocidentais em Itália num esforço para garantir ajuda externa para uma proposta de ofensiva anticomunista para restaurar a Jugoslávia monarquista.  Todos foram abençoados pelo bispo ortodoxo sérvio Nikolaj Velimirović ao chegar à Eslovênia.   Em 11 de abril de 1945, um destacamento de Chetniks de Jevđević, juntamente com três regimentos do Corpo de Voluntários Sérvio, marchou para o sudoeste da Croácia com o objetivo de se unir ao Corpo de Voluntários Montenegrino de Pavle Đurišić, que marchava pela Bósnia na tentativa de para chegar à Eslovénia. O esforço de socorro chegou tarde demais, porque o Corpo de Voluntários Montenegrinos já havia sido derrotado pelas forças do NDH na Batalha do Campo de Lijevče, perto de Banja Luka, após a qual Đurišić foi capturado e morto. A força de socorro marchou então para o norte, para a Eslovênia, onde lutou contra os guerrilheiros antes de recuar para a Áustria. Estes Chetniks foram posteriormente capturados pelos Aliados e repatriados para a Iugoslávia, onde foram sumariamente executados pelos Partidários nas repatriações de Bleiburg.  Jevđević permaneceu altamente influente entre os Chetniks até o final da guerra. 

## Exílio e morte

### Libertação
Na primavera de 1945, Jevđević fugiu para a Itália, onde foi preso pelas forças aliadas e detido num campo em Grottaglie.  Estima-se que 10.000 Chetniks seguiram ele e Đujić até o país.  Jevđević esteve internado em Grottaglie durante algum tempo juntamente com outros, incluindo o antigo comissário Ustaše para Banja Luka, Viktor Gutić.  Durante este período, foi emitida uma acusação contra ele em Sarajevo. Acusou-o de que, sob seu comando, "na primeira quinzena de outubro de 1942, em e ao redor de Prozor [os italianos e chetniks] massacraram e mataram 1.716 pessoas de ambos os sexos, das nações croatas e muçulmanas, e saquearam e queimaram cerca de 500 famílias".  Jevđević recebeu apoio aliado considerável na Itália, apesar de ser procurado pelas autoridades britânicas em conexão com estas alegações.  No papel, os Chetniks na Itália foram listados como "pessoal inimigo rendido", mas eram amplamente vistos com simpatia pelos Aliados, que os consideravam anti-alemães. Conseqüentemente, muitos prisioneiros Chetnik receberam uniformes do Exército Britânico e tarefas de não combatente em toda a Itália, como guardar munições e suprimentos.  Em agosto de 1945, Jevđević tornou-se comandante de um campo para chetniks desarmados em Cesena.  Ele acabou sendo libertado e os pedidos de extradição da Iugoslávia foram ignorados. 

### Atividades de coleta de inteligência
De acordo com a Agência Central de Inteligência (CIA), Jevđević viveu em Roma sob os pseudônimos "Giovanni St. Angelo"  e "Enrico Serrao".  Ele passou a maior parte do seu tempo e dinheiro brigando com políticos iugoslavos emigrados, tentando provar que a sua colaboração com os italianos era necessária para proteger a população da Bósnia e Herzegovina dos guerrilheiros e dos alemães.  Tornou-se membro da Associação de Jornalistas Livres da Europa Centro-Oriental e serviu como informante dos serviços de inteligência italianos entre 1946 e 1947. Durante este período, ele publicou um periódico confidencial chamado Royal Yugoslav Intelligence Bulletin, que compartilhou com os italianos. Jevđević também contribuiu para vários jornais, incluindo o nacionalista sérvio Srbobran . Em 1946, ajudou a formar o Comitê Nacional Sérvio em Roma e, com a ajuda de Achille Marazza, publicou um jornal pan-sérvio e anticroata, Srpske Novine, em Eboli. Ele também estabeleceu contatos com grupos neofascistas italianos e com um grupo anticomunista denominado Comitê das Nações Oprimidas pela Rússia. 
O desacordo sobre quem lideraria os 10.000 exilados Chetnik na Itália se transformou em uma rivalidade entre Jevđević, Đujić e o general Miodrag Damjanović em meados de 1947.  Damjanović foi nomeado por Mihailović em março de 1945 para liderar os Chetniks no noroeste da Itália.  Jevđević e Đujić recusaram-se a aceitar isto e alegaram que eram os únicos sucessores de Mihailović como líderes do movimento Chetnik. 
Em 1949, a CIA alegou que o material de inteligência de Jevđević estava sendo usado pelo Ministério do Interior italiano, pelo Corpo de Contraespionagem dos Estados Unidos, pelo Serviço Britânico de Ciência Forense em Trieste e pelos serviços de inteligência franceses em Roma e Paris. Seus correspondentes de inteligência incluíam Đujić, que divulgou seus relatórios de inteligência à CIA, Konstantin Fotić, o ex-embaixador iugoslavo nos Estados Unidos, e Miro Didek, o autoproclamado representante de inteligência do político croata Vladko Maček em Roma. Os relatórios de inteligência foram recolhidos principalmente de refugiados que fugiram da Jugoslávia e chegaram a Itália via Trieste e de grupos de emigrados em Itália e na Grécia. Em 1949, Jevđević afirmou ter formado uma grande rede de propagandistas anticomunistas na Itália e centros de recolha de informações na Albânia, Bulgária e Grécia. A CIA acreditava que estas afirmações eram exageradas, se não totalmente fictícias.  Em 1951, Jevđević começou a imprimir uma publicação anticomunista e pró-Chetnik de uma instituição religiosa não identificada na Itália. As edições eram regularmente enviadas para exilados iugoslavos e ex-chetniks que viviam nos Estados Unidos, Canadá, Austrália e vários países europeus. 
Em maio e junho de 1952, Jevđević visitou o Canadá e discursou no Congresso da Defesa Nacional Sérvia (Srpska Narodna Odbrana) nas Cataratas do Niágara sobre os desenvolvimentos na comunidade de emigrados sérvios da Itália. No ano seguinte, ele e Đujić emitiram uma proclamação em Chicago declarando a sua intenção de organizar grupos Chetnik contra Damjanović, que já tinha emigrado para a Alemanha. Mais tarde, Jevđević recebeu cartas ameaçadoras alertando-o para não levar a cabo tal plano por medo de desunir a diáspora iugoslava. Pouco se sabe sobre suas atividades após 1953.  Ele continuou a viver em Roma até sua morte em outubro de 1962. 

#### Livros
- Cohen, Philip J. (1996). Serbia's Secret War: Propaganda and the Deceit of History. College Station, Texas: Texas A&M University Press. ISBN 978-0-89096-760-7
- Ćorović, Vladimir (1996) [1920]. Crna knjiga: Patnje Srba Bosne i Hercegovine za vreme svetskog rata 1914–1918 [Black Book: The Suffering of Serbs in Bosnia and Herzegovina During the Great War, 1914–1918] (em sérvio). Belgrade: Udruženje ratnih dobrovoljaca 1912–1918. OCLC 54778236
- Dedijer, Vladimir; Miletić, Antun (1990). Genocid nad Muslimanima, 1941–1945 (em servo-croata). Sarajevo: Svjetlost. ISBN 978-86-01-01525-8
- Dizdar, Zdravko (1997). «Jevđević, Dobroslav». In:  Dizdar, Zdravko; Grčić, Marko; Ravlić, Slaven;  et al. Tko je tko u NDH (em servo-croata). Zagreb: Minerva. ISBN 978-953-6377-03-9
- Hoare, Marko Attila (2006). Genocide and Resistance in Hitler's Bosnia: The Partisans and the Chetniks, 1941–1943. New York: Oxford University Press. ISBN 978-0-19-726380-8
- Hoare, Marko Attila (2007). The History of Bosnia: From the Middle Ages to the Present Day. London: Saqi. ISBN 978-0-86356-953-1
- Hoare, Marko Attila (2013). Bosnian Muslims in the Second World War. Oxford: Oxford University Press. ISBN 978-0-231-70394-9
- Judah, Tim (2000). The Serbs: History, Myth and the Destruction of Yugoslavia 2nd ed. New Haven, Connecticut: Yale University Press. ISBN 978-0-300-08507-5
- Malcolm, Noel (1996). Bosnia: A Short History 2nd ed. New York: New York University Press. ISBN 978-0-8147-5520-4
- Milazzo, Matteo J. (1975). The Chetnik Movement & the Yugoslav Resistance. Baltimore, Maryland: Johns Hopkins University Press. ISBN 978-0-8018-1589-8
- Pavlowitch, Stevan K. (2007). Hitler's New Disorder: The Second World War in Yugoslavia. New York: Columbia University Press. ISBN 978-1-85065-895-5
- Ramet, Sabrina P. (2006). The Three Yugoslavias: State-Building and Legitimation, 1918–2005. Bloomington, Indiana: Indiana University Press. ISBN 978-0-253-34656-8
- Redžić, Enver (2005). Bosnia and Herzegovina in the Second World War. Abingdon-on-Thames: Frank Cass. ISBN 978-0-7146-5625-0
- Roberts, Walter R. (1973). Tito, Mihailović and the Allies 1941–1945. Durham, North Carolina: Duke University Press. ISBN 978-0-8223-0773-0
- Singleton, Frederick Bernard (1985). A Short History of the Yugoslav Peoples. New York: Cambridge University Press. ISBN 978-0-521-27485-2
- Tomasevich, Jozo (1969). «Yugoslavia During the Second World War». In:  Vucinich, Wayne S. Contemporary Yugoslavia: Twenty Years of Socialist Experiment. Berkeley, California: University of California Press. OCLC 652337606
- Tomasevich, Jozo (1975). War and Revolution in Yugoslavia, 1941–1945: The Chetniks. Stanford, California: Stanford University Press. ISBN 978-0-8047-0857-9
- Tomasevich, Jozo (2001). War and Revolution in Yugoslavia, 1941–1945: Occupation and Collaboration. Stanford, California: Stanford University Press. ISBN 978-0-8047-3615-2
- Radanović, Milan (2016). Kazna i zločin: Snage kolaboracije u Srbiji. Belgrade: Rosa Luxemburg Stiftung

#### Documentos
- Anti-Communist Activities and Organizations (PDF). [S.l.]: Central Intelligence Agency. 19 Abr 1950
- «The JEVDJEVIC Case» (PDF). Paper Mills and Fabrication. [S.l.]: Central Intelligence Agency. Fev 1952
- Official Dispatch: Dobroslav JEVJEVICH (PDF). [S.l.]: Central Intelligence Agency. 16 Jun 1955

#### Online
- Byford, Jovan (2004). «From "Traitor" to "Saint": Bishop Nikolaj Velimirović in Serbian Public Memory» (PDF). Analysis of Current Trends in Antisemitism. 22: 1–41. ISSN 0792-9269. Cópia arquivada (PDF) em 21 de setembro de 2013
- Goldstein, Ivo (19 Out  2012). «Četnički zločin u Rami u listopadu 1942. godine (I dio)» (em servo-croata). Prometej. Cópia arquivada em 8 Jan 2013
- Goldstein, Ivo (7 Nov 2012). «Četnički zločin u Rami u listopadu 1942. godine (III dio)» (em servo-croata). Prometej. Cópia arquivada em 22 Nov 2012